# 阿拉 (意大利)
阿拉（義大利語：Ala）是意大利特伦蒂诺-上阿迪杰大区特倫托自治省的一个市镇。市镇面积为119平方公里，人口数量为8,897人（2017年）。